# Robert Atkins (Politiker)

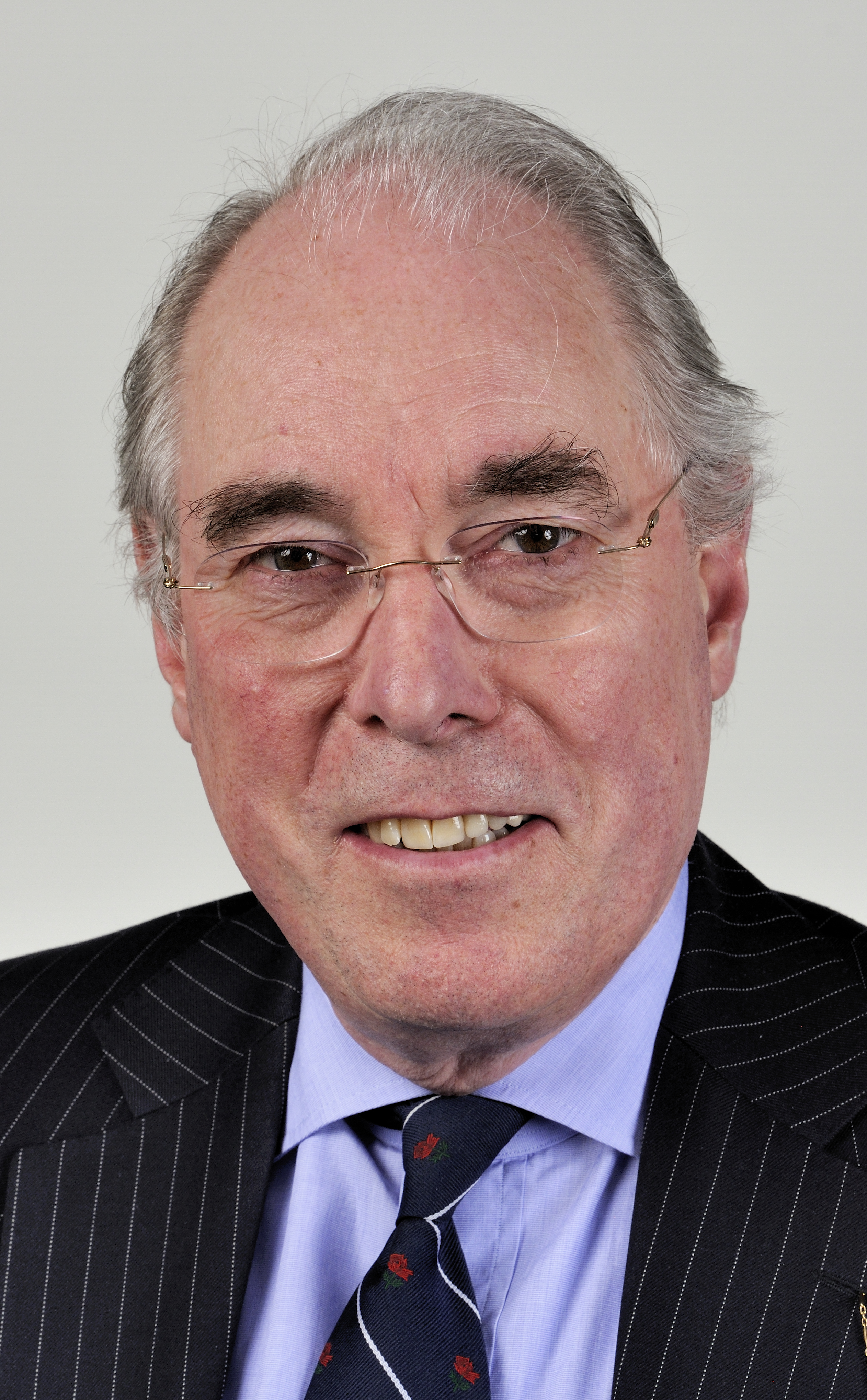
Sir Robert Atkins (2014)

Sir Robert Atkins (* 5. Februar 1946 in London) ist ein britischer Politiker der Conservative Party.

## Leben
Nach seiner Schulzeit an der Highgate School in London wurde Atkins politisch tätig. 1979 wurde Atkins für die Conservative Party in das Unterhaus gewählt und gehörte dem Parlament bis 1997 an. Von 1987 bis 1989 war Atkins Minister für Industrie und Luft- und Raumfahrt im Ministerium für Handel und Industrie. In den Jahren 1989 und 1990 war Atkins Sportminister im Umwelt- und später von 1990 bis 1992 im Bildungsministerium. Von 1999 bis 2014 war Atkins Abgeordneter im Europaparlament.
1997 wurde Atkins als Knight Bachelor in den Ritterstand erhoben. Atkins ist Ehrenbürger der City of London.